# Somitomeer
Een somitomeer is een losse verzameling van cellen van het paraxiale mesoderm. Somitomeren kunnen onder een rasterelektronenmicroscoop worden onderscheiden als elkaar opvolgende pseudosegmentaties in het kopgedeelte tijdens de embryonale ontwikkeling van gewervelde dieren, ook zonder de afzettingen in het epitheel die typisch zijn voor somieten.
Ze verschijnen rond het midden van de derde week van ontwikkeling (gerekend vanaf de bevruchting) als gepaarde mesenchym-segmenten aan beide zijden langs de neurale buis, van craniaal tot caudaal tot in totaal 50 segmenten afhankelijk van de soort. Terwijl bij mensen de eerste zeven paren somitomeren – die geen somieten vormen – onder andere het mesoderm van de kieuwspleten vormen en bijdragen aan de externe oogspieren, gelaatsspieren en kauwspieren, De extra paren produceren onder invloed van adhesie-eiwitten zoals N-cadherine en fibronectine aanvankelijk 42-44 somiet-paren, vanaf de 25e dag ongeveer 3-4 per dag. Bij mensen verdwijnen vervolgens verschillende caudale somiteren, zodat er uiteindelijk 35-37 somiet-paren overblijven.
Bij het kipembryo begint tijdens de vorming en verlenging van de primitieve streep de vorming van somitomeren. Op dit moment wordt ook de prechordale plaat gevormd. Het tweede paar somitomeren wordt gevormd als de primitieve streep op zijn langst is. Vanaf segment acht zijn de somitomeren gecondenseerd tot somieten, maar een kolom van segmentplaten met 10-12 somitomeren bevindt zich aan het caudale uiteinde van het paraxiale mesoderm. De segmentplaten krijgen caudaal nieuwe somitomeren van de primitieve streep en condenseren craniaal nieuwe somieten van de meest craniale somitomeren in de kolommen.
Er zijn nog steeds controversiële wetenschappelijke discussies over het bestaan, de oorsprong en de betekenis van de somitomeren en hun afbakening ten opzicht van de somieten.